# One inch punch

Démonstration du one inch punch

Le one inch punch (de l'anglais, « poing à un pouce ») est une technique de coup de poing des arts martiaux chinois réalisée à très courte distance (du contact à 15 cm). Le one inch punch a été inventé ou popularisé par l'acteur martial Bruce Lee.

## Histoire
Cette technique de frappe est parfois rattachée à l'art du Wing Chun, néanmoins elle aurait été présente dans de nombreux arts martiaux du Sud de la Chine (nanquan) qui privilégient souvent les techniques de mains et les frappes à courte distance.
Le One Inch Punch a été popularisé en Occident, notamment par des démonstrations de Bruce Lee : à la Garfield Highshool 1963, selon Doug Palmer ou lors du Championnat international de karaté de Long Beach en 1964.
Dans l'émission télévisée américaine Mythbusters, la technique a été testée en utilisant un dynamomètre avec un artiste martial de MMA et mesuré à 1482 lb (672 kg).[source insuffisante]